# دانيال غرانت
دانيال غرانت (بالإنجليزية: Daniel Grant)‏ هو سياسي بريطاني، ولد في 26 سبتمبر 1826. حزبياً، نشط في الحزب الليبرالي. في الانتخابات العمومية البريطانية 1880 ‏، انتخب عضو برلمان المملكة المتحدة الـ22 عن دائرة Marylebone (UK Parliament constituency) ‏ (31 مارس 1880 – 18 نوفمبر 1885).